# Кохер (река)
Кохер (нем. Kocher) — река в Германии, протекает по земле Баден-Вюртемберг.

## Описание
Площадь бассейна реки составляет 1960 км². Длина реки — 168,7 км. Расход воды равен 22,53 м³/с.
Кохер берёт начало на восточных склонах Швабского Альба (в Швабской Юре) к востоку от горы Беренберг. Течёт сначала на север, затем на северо-запад и запад.
В Кохер впадают реки Лайн (лв), Рот (лв), Бюлер (пр), Купфер (лв), Орн (лв), Бреттах (лв), Биберс, Айсбах и другие, ранее назывались Лейн, Рор, Бибер, Блинде. Впадает в Неккар (Некар) справа у города Бад-Фридрихсхалль на высоте 143 метра над уровнем моря.
На Кохере стоят города Ален (Аален), Вассеральфинген, Гайльдорф, Швебиш-Халль, Кюнцельсау.